# 乌罗舍瓦茨
乌罗舍瓦茨（发音：[fɛɾiˑzaj]，羅馬化：Uroševac，发音：[uroʂɛʋat͡s]），又按阿尔巴尼亚语名译为费里扎伊，是科索沃烏羅舍瓦茨區乌罗舍瓦茨市镇内的城市，为同名区及同名市镇的行政中心。大约距科索沃首都普里什蒂纳以南40公里。